# برهان اللطف
برهان اللطف أو دليل اللطف أو قاعدة اللطف أحد الأدلة والبراهين التي يستدل بها علماء المسلمين من الإمامية الشيعة في أبحاث العقيدة وعلم الكلام لإثبات وجوب الإمامة الإلهية وضرورتها عقلياً.
وهي قاعدة متفرعة عن قاعدة الحسن والقبح العقليين التي هي محور مباحث العدل الإلهي في الكلام الإسلاميّ. 
والمشهور أنّ الشيعة والمعتزلة تذهب إلى وجوب اللطف (سواء في بحث النبوة أو الإمامة)، أمّا الأشاعرة فلم يوجبوه.

## تعريف اللطف
وردت آيات قرآنية كثيرة تصف الله سبحانه وتعالى بأنه "لطيف"، أو "لطيف بعباده"؛ منها قوله تعالى: {إِنَّ اللَّهَ لَطِيفٌ خَبِيرٌ} (الحج: 63)، وقوله جل شأنه: {اللَّهُ لَطِيفٌ بِعِبَادِهِ يَرْزُقُ مَنْ يَشَاءُ وَهُوَ الْقَوِيُّ الْعَزِيزُ} (الشورى: 19)، وقوله: {أَلا يَعْلَمُ مَنْ خَلَقَ وَهُوَ اللَّطِيفُ الْخَبِيرُ} (الملك: 14)، إلى غيرها من الآيات الدالة على ثبوت هذه الصفة لله سبحانه.
وقد ذكروا للطف في العربية عدة معان؛ منها: ما يقرب العبد إلى الطاعة، ويبعدهم عن المعصية. فمعنى أنه سبحانه وتعالى لطيف بعباده، أي أنه يفعل ما يقربهم إلى طاعته، ويبعدهم عن معصيته.
واللطف المقصود في هذا البرهان صفة من صفات الفعل الإلهيّ، ومما تقتضيه الحكمة الإلهية. وفي اصطلاح المتكلمين: اللطف هو ما يبعث المكلفين على الطاعة واجتناب المعصية، شريطة أن لا يصل إلى حد الإلجاء والإجبار؛ ذلك لأنّ موضوع اللطف هو التكليف، والتكليف لا ينسجم مع الجبر على القيام بالفعل أو على تركه. ولذلك تجد الشيخ المفيد يقول في تعريفه للّطف: «هو ما يقرّب المكلَف معه من الطاعة، ويبعده عن المعصية، ولا حظ له في التمكين، ولم يبلغ الإلجاء».
ومراده من اللطف المقرب هنا أن رحيل رسول الإسلام عن دار الدنيا قد ترك فراغات هائلة بين الأمة في مجالي العقيدة والشريعة، كما ترك جدالاً ونزاعاً عنيفاً بين الأمة في تعيين الإمام. فما تقتضيه الرحمة والحكمة الإلهية من باب اللطف، هو سد هذه الفراغات بنصب من هو أفضل الناس بعد النبيّ في علمه بالعقيدة والشريعة، وفي العدالة والعصمة، والتدبير والحنكة، ولمّ شعث الأمة، وجمعهم على خط واحد.

## خلاصة البرهان
يلخص نصير الدين الطوسي هذا البرهان بأن: «الإمام لطف، فيجب نصبه على الله تحصيلاً للغرض». 
وما من شكّ أن الوجوب المذكور هنا لا يعني أن جهة قد أوجبت ذلك على الله سبحانه وتعالى، وإنما المراد بالوجوب الضرورة العقلية التي تكشف أن ذلك ضروريّ عقلاً بمقتضى رحمته ورأفته ولطفه، فتكليف عامة البشر واجب على الله سبحانه، وهذا الحكم قطعي قد ثبت بالبراهين الصحيحة، والأدلة العقلية الواضحة، فإنهم محتاجون إلى التكليف في طريق تكاملهم، وحصولهم على السعادة الكبرى، والتجارة الرابحة. 
فإذا لم يكلفهم الله سبحانه، فإما: 
- أن يكون ذلك لعدم علمه بحاجتهم إلى التكليف؛ وهذا جهل يتنزه عنه الحق تعالى.
- وإما لأن الله أراد حجبهم عن الوصول إلى كمالاتهم؛ وهذا بخل يستحيل على الجواد المطلق.
- وإما لأنه أراد تكليفهم فلم يمكنه ذلك؛ وهو عجز يمتنع على القادر المطلق.

وبالتالي: لا بد من تكليف البشر، ومن الضروري أن التكليف يحتاج إلى مبلغ من نوع البشر يوقفهم على خفي التكليف وجليه: (لِّيَهْلِكَ مَنْ هَلَكَ عَن بَيِّنَةٍ وَيَحْيَى مَنْ حَيَّ عَن بَيِّنَةٍ).
فقاعدة اللطف هذه تقتضي نصب أئمة الهدى على الناس كما اقتضت من ذي قبل وجوب بعث الرسل؛ لأن إرسال الرسل ونصب الأئمة يقرب الناس إلى طاعة الله، ويبعدهم عن معصيته من غير شك، ولا تقتضي هذه القاعدة أزيد من ذلك - كإحياء الموتى لإخبار الناس بما آلوا إليه بعد موتهم، وكإنزال العقوبة على العصاة والكفرة عاجلا في الدنيا - ؛ لأن ذلك يستلزم الإلجاء المنافي للاختيار المشروط في التكاليف الشرعية.
وباختصار فإنّ معنى قاعدة اللطف: أنّ العقل يحكم بأن الله لم ولن يترك عباده سدى، فلا بد أن يلطف بهم فيبعث فيهم أنبياء ويجعل لهم أوصياء، ويكون له على الأرض حجة في كل عصر، وأن يكون هذا الحجة هادياً مهدياً معصوماً. وقد ورد هذا المعنى صريحاً وضمناً، في آيات وروايات عديدة، منها قوله تعالى: (أَيَحْسَبُ الإنسان أَنْ يُتْرَكَ سُدًى).

## معنى وجوب اللطف
وجوب اللطف المسوق في هذا البرهان هو الذي تقتضيه الحكمة الإلهية؛ لأنه لا هدف من التكليف سوى أن يؤدي المكلفون الواجبات، ويتركوا المحرمات؛ كي يبلغوا كمالهم المطلوب (= القرب من الله، والسعادة، والفلاح). ومن هنا، إذا كان هناك فعل من قبل الله له دور مؤثر في تحقيق هذا الهدف من دون أن يمس باختيار المكلفين، فإن الحكمة الالهية توجب ألا يحرم الله المكلفين منه؛ لانه في غير هذه الحالة سيستلزم الامر نقضاً للغرض. ونقض الغرض قبيح عقلاً، ويستحيل على الله سبحانه وتعالى. 
فالله سبحانه وتعالى قد خلق الخلق وأراد لهم السعادة الدنيوية والأخروية، وعلم أن سعادتهم في الدارين لا تتحقق إلا بإرسال الرسل ونصب أئمة الهدى، فإذا لم يبعث فيهم رسلا، ولم ينصب إليهم أئمة، فإنه قد نقض غرضه من خلق الخلق. ونقض الغرض قبيح عقلاً، فإن العقلاء يذمون فاعله ويوبخونه عليه، والقبيح لا يصدر من المولى الحكيم جل وعلا.
وبالتالي: فإنّ معنى هذا الوجوب العقلي درك العقل حسن إرسال ونصب الإمام، إذا بذلك يعرف الله ويعبد، وهذا هو الغرض من الخلقة حيث قال سبحانه: (وما خلقت الجن والإنس إلاّ ليعبدون)، ولو تركه لكان ناقضاً لغرضه. فسقط منع وجوب اللّطف.
ومن هنا يتضح أنّ معنى كون اللطف قاعدة عقلية أن العقل يدرك - بقطع النظر عن نصوص الدين - أنه يستحيل 
على العليم الحكيم القدير عز وجل أن يترك مخلوقاته بدون هداية؛ بل إن من أفعال الله الثابتة - بمقتضى صفاته -، أنه يلطف بعباده فيبعث الأنبياء والأوصياء لهدايتهم. وهذا معنى قولهم: يجب اللطف على الله. وتعبيرهم وإن كان ثقيلاً وكأنه يفرض شيئاً على الله، لكنه يعني أن ذلك مما يدركه العقل من قوانين فعله تعالى.

## قاعدة اللطف وموضوع الإمامة
لا يختلف المسلمون في أن الله سبحانه وتعالى إنما بعث أنبياءه ورسله وكتبه بلطفه وعطفه وحنانه على الإنسان والمجتمع البشري، وأنه هكذا ختم الرسالات برسالة الإسلام، وكما أن القرآن يحمل ألطاف الله سبحانه في تعاليمه وتشريعاته التي أنزلها لصالح الناس واختار النبي الخاتم لتطبيقه. وهنا يرى المتكلمون من الشيعة أن تعيين القيادة الإسلامية التي تلي الرسول إنما هي امتداد لهذا اللطف الإلهي؛ ليتم حفظ الإسلام والمسلمين من التيه والضياع، فيما لو ترك الكتاب بعد الرسول دون إمام مطبق للكتاب بصفته امتداداً طبيعياً وشرعياً للنبي. فمن ألطاف الله عز وجل أنه يرعى مصلحة المسلمين بشكل دقيق لذلك سن مشروع الإمامة، فالإمامة – عندهم - أمر إلهيّ كالنبوّة من حيث الاختيار والاصطفاء والتعيين، واللطف الإلهي يتجسد في اختيار النبي كما يتجسد أيضاً في تعيين الأئمة واختيارهم. 
ومن هنا يرى المتكلمون من الإمامية أنّ الإمامة هي إحدى المفردات الأساسية لقاعدة اللطف؛ إذ لا شك في أنّ وجود إمام قائد مقتدر كفوء عادل متق يرقب أعمال الناس ويتولى إدارة شؤونهم سيكون له الدور الكبير في ميل الناس إلى الفضيلة والطهر والابتعاد عن الرذيلة والعصيان. وإن شواهد التاريخ البشري وتجاربه الطويلة هي اوضح دليل على صحة ذلك. ويعتبر المتكلمون الشيعة أنّه أمر بديهي؛ فما من شك في أن وجود الإمام في المجتمع البشري يعتبر مصداقا للطف الله بالمكلفين، ولان اللطف واجب فان وجود الإمام واجب أيضاً. 
وفي كلمة موجزة: قاعدة اللطف كما تسري في النبوة تسري في الإمامة؛ فالاضطرار إلى الرّسل هو بعينه الاضطرار إلى خلفائهم واوصيائهم. فكما ارسل اليهم الرسل لهدايتهم من الضلال، فهو ينصب الإمام بعد بعد الرسول للغاية ذاتها.

## تقرير مبسط في إثبات الإمامة باللطف
استدلالاً على ضرورة الإمامة يسوق بعض المتكلمين الشيعة هذا الدليل على النحو التالي: الإمامة نيابة عن النبيّ وخلافة عنه في كلّ ما لأجله بعث، فهي من توابع النبوة وفروعها، فكلّ دليل قام على وجوب بعث النبي وإرسال الرسول فهو دال على وجوب نصب الإمام النائب عنه والقائم مقامه في وظائفه؛ ومن ذلك قاعدة اللّطف، وهو : ما يقرّب العبد إلى الطاعة ويبعّده عن المعصية، ولا حظّ له في التمكين، ولا يبلغ الإلجاء، لتوقّف غرض الّلطف عليه، فإنّ المريد لفعل من غيره إذا علم أنّه لا يفعله إلاّ بفعل المريد من غير مشقة لو لم يفعله لكان ناقضاً لغرضه؛ وهو قبيح عقلاً. ولا ريب في أن « الإمام » كذلك مثل « النبي »، فنصب الإمام واجب على الله كبعث النبي، لتكون (لله الحجة البالغة) و( لِئَلَّا يَكُونَ لِلنَّاسِ عَلَى اللَّهِ حُجَّةٌ بَعْدَ الرُّسُلِ) و(ليهلك من هلك عن بينة ويحيى من حيّ عن بيّنة) كما ورد في القرآن الكريم.

## مواضيع ذات علاقة
- الإمامة
- العصمة
- الولاية